# Theodorus van Mopsuestia
Theodorus van Mopsuestia (ca. 350 - 428), ook bekend als Theodorus van Antiochië (genoemd naar zijn geboorteplaats), was bisschop van Mopsuestia (Μοψουεστία, ook 'Mopsueste'; thans Yakapınar bij Adana in het zuiden van Turkije) van 392 tot 428.
Hij volgde een retorische opleiding bij Libanius, maar op jeugdige leeftijd werd hij net als zijn vriend en stadgenoot Johannes Chrysostomus monnik en leerling van Diodorus van Tarsus. In 383 werd hij tot priester gewijd en verliet Antiochië voor Tarsus, waar hij verbleef tot zijn bisschopswijding in 392. Theodorus' episcopaat in Mopsuestia verliep, voor zover bekend, zonder opvallende gebeurtenissen.
Gedurende zijn leven verwierf Theodorus aanzien als een orthodox christelijk denker. Hij bestreed het arianisme en andere ketterijen in zijn bisdom. Hij weigerde de maagd Maria de titel van Theotokos toe te kennen. Later na zijn dood werd beweerd dat hij Nestorius beïnvloedde en een voorganger was van het Nestorianisme. In zijn uitleg van de Bijbel wees hij allegorische interpretatie streng van de hand.
Het concilie van Efese (431) veroordeelde Nestorius, maar ook Theodorus' geloofsbelijdenis werd veroordeeld zonder dat zijn naam viel. Daarop verkondigden de Nestorianen dat de woorden van Theodorus perfect hun standpunt weergaven.
Later beschouwden de Nestorianen in Perzië de geschriften van Theodorus als de standaard qua doctrine en interpretatie. De Assyrische Kerk van het Oosten sprak de banvloek uit over wie tegen was of de geschriften verwierp. In Oost-Syrische teksten wordt hij 'de Uitlegger' (mfasjkana) genoemd.
De Assyrische Kerk van het Oosten beschouwt Theodorus als een van hun kerkleraren, samen met Diodorus van Tarsus en Nestorius.